# Communauté de communes de la Contrée de Durban-Corbières
La communauté de communes de la Contrée de Durban-Corbières était une communauté de communes française, située dans le département de l'Aude et la région Languedoc-Roussillon.

## Historique
Elle est créée le 29 novembre 1994. Elle est dissoute le 1er janvier 2013 à la suite de la mise en application de la réforme des collectivités territoriales et des décisions du  conseil départemental de coopération intercommunale (CDCI) de l’Aude en fusionnant avec la communauté de communes des Hautes Corbières pour créer la communauté de communes des Corbières.

## Composition
À sa dissolution, elle regroupait 13 communes :
| Nom                            | Code Insee | Gentilé        | Superficie (km2) | Population (dernière pop. légale) | Densité (hab./km2) |
| ------------------------------ | ---------- | -------------- | ---------------- | --------------------------------- | ------------------ |
| Durban-Corbières (siège)       | 11124      | Durbanais      | 25,90            | 647 (2014)                        | 25                 |
| Albas                          | 11006      | Albasois       | 22,69            | 76 (2014)                         | 3,3                |
| Cascastel-des-Corbières        | 11071      | Cascatellois   | 15,38            | 231 (2014)                        | 15                 |
| Coustouge                      | 11110      | Coustougeois   | 9,67             | 124 (2014)                        | 13                 |
| Embres-et-Castelmaure          | 11125      | Embrémaurais   | 32,20            | 153 (2014)                        | 4,8                |
| Fontjoncouse                   | 11152      | Fontjoncousois | 27,35            | 145 (2014)                        | 5,3                |
| Jonquières                     | 11176      | Jonquiérois    | 13,66            | 59 (2014)                         | 4,3                |
| Quintillan                     | 11305      | Quintillanais  | 16,42            | 69 (2014)                         | 4,2                |
| Saint-Jean-de-Barrou           | 11345      | Saint-Jeannais | 7,61             | 256 (2014)                        | 34                 |
| Saint-Laurent-de-la-Cabrerisse | 11351      | Cabrerissais   | 25,03            | 767 (2014)                        | 31                 |
| Thézan-des-Corbières           | 11390      | Thézanais      | 26,38            | 533 (2014)                        | 20                 |
| Villeneuve-les-Corbières       | 11431      | Villenovais    | 24,31            | 257 (2014)                        | 11                 |
| Villesèque-des-Corbières       | 11436      | Vilasecais     | 31,69            | 382 (2014)                        | 12                 |